# 동래구 (1973년 선거구)
동래구는 대한민국의 옛 국회의원 선거구이다. 당시 부산직할시 동래구 지역을 관할했다.

## 역사
제9대 국회의원 선거를 앞두고 동래구 갑, 동래구 을 선거구가 합쳐지면서 신설되었다.
1975년 10월, 동래구의 일부 지역(수영동·망미동·광안동·민락동)이 신설되는 남구로 편입되었다. 이에 제10대 국회의원 선거를 앞두고 해당 지역들이 남구 선거구로 분리되었다.
1980년 4월, 동래구 우동·중동·좌동·송정동·반여동·석대동·반송동·재송동이 해운대구로 분리되었다. 이로 인해 제11대 국회의원 선거를 앞두고 해운대구로 분리된 지역들은 남구 선거구와 합쳐져 남구·해운대구 선거구가 되었다.
1988년 1월, 서동·금사동·오륜동·부곡동·장전동·회동동·선동·두구동·노포동·청룡동·남산동·구서동·금성동이 금정구로 분리되었다. 또한 제13대 국회의원 선거를 앞두고 소선거구제가 실시됨에 따라 금정구, 동래구 갑, 동래구 을 선거구로 각각 분리되면서 폐지되었다.

## 역대 국회의원
| 선거   | 정당 | 정당       | 1위 의원 | 정당 | 정당       | 2위 의원 |
| ------ | ---- | ---------- | -------- | ---- | ---------- | -------- |
| 1973년 |      | 민주공화당 | 양찬우   |      | 신민당     | 이기택   |
| 1978년 |      | 신민당     | 이기택   |      | 민주공화당 | 양찬우   |
| 1981년 |      | 민주정의당 | 김진재   |      | 민주한국당 | 박관용   |
| 1985년 |      | 민주한국당 | 이건일   |      | 신한민주당 | 박관용   |

## 역대 선거 결과

### 대한민국 제9대 국회의원 선거
|  | 42.84% |

|  | 39.23% |

|  | 11.97% |

|  | 5.94% |

### 대한민국 제10대 국회의원 선거
|  | 40.14% |

|  | 29.85% |

|  | 24.40% |

|  | 3.45% |

|  | 2.14% |

### 대한민국 제11대 국회의원 선거
|  | 27.88% |

|  | 24.46% |

|  | 15.05% |

|  | 15.01% |

|  | 8.64% |

|  | 3.40% |

|  | 2.04% |

|  | 1.97% |

|  | 1.50% |

### 대한민국 제12대 국회의원 선거
|  | 37.14% |

|  | 36.58% |

|  | 24.22% |

|  | 2.03% |